# Minervahaven
De Minervahaven is een havenbekken in de haven van Amsterdam. Het is rond 1880 gegraven aan de zuidelijke oever van het kort daarvoor gegraven Noordzeekanaal.
De Minervahaven is een van de weinige havens in Amsterdam-West binnen de ringweg A10. De haven werd lange tijd gebruikt voor houtoverslag en er was houtverwerkende industrie gevestigd. Het aantal havengebonden activiteiten is evenwel sterk afgenomen. Het gebied wordt herontwikkeld als onderdeel van de grootschalige nieuwbouw binnen de Houthavens. Het havenbekken, dat een zijtak vormt van de Mercuriushaven, wordt voornamelijk gebruikt als wachtplaats voor coasters en binnenvaartschepen.
In mei 1941 vluchtten Jan Beelaerts van Blokland, Govert Steen en nog twee Engelandvaarders naar Engeland met een Fokker T.VIIIw watervliegtuig dat in de Minervahaven lag afgemeerd.
| Havens en werven in het Amsterdamse havengebied |
| --- |
| · Afrikahaven Zanzibarhaven Madagascarhaven Amerikahaven Alaskahaven Cacaohaven Texashaven Aziëhaven Australiëhaven Tasmaniëhaven ADM-haven Westhaven Hornhaven Moezelhaven Mainhaven Beringhaven Suezhaven Bosporushaven Sonthaven Jan van Riebeeckhaven Usselincxhaven C. Reynierszhaven Adenhaven Ashaven Petroleumhaven Coenhaven Mercuriushaven Vlothaven Neptunushaven Minervahaven Houthaven Nieuwe Houthaven Bewaarhaven Oude Houthaven Sixhaven Ponthaven IJhaven Ertshaven Spoorwegbassin Entrepothaven Shipdock NDSM Oranjewerf Oranjesluizen P.W.Alexandersluis Noordzeekanaal IJ Dirk Metselaarhaven Isaac Baarthaven Wim Thomassenhaven |